# Avalanche Glacier
Der Avalanche Glacier (englisch für Lawinengletscher) ist ein durch Lawinenabgänge gespeister und durch Tidenhub stark zerklüfteter Gletscher an der Danco-Küste des Grahamlands im Norden der Antarktischen Halbinsel. Er fließt nordwestlich des Mount Inverleith in nordwestlicher Richtung zur Skontorp Cove am Paradise Harbour.
Wissenschaftler einer polnischen Antarktisexpedition benannten ihn 1999.